# 迪弗當日03足球俱樂部
迪弗當日03足球俱樂部（Football Club Differdange 03）是盧森堡的一家足球俱樂部。主場位於迪弗当日。球隊參加盧森堡國家足球聯賽的賽事。

## 外部連結
- FC Differdange 03 official website （页面存档备份，存于）